# جیک گری (بازیکن فوتبال)
جیک گری (انگلیسی: Jake Gray؛ زادهٔ ۲۵ دسامبر ۱۹۹۵) بازیکن فوتبال اهل بریتانیا است.
از باشگاه‌هایی که در آن بازی کرده‌است می‌توان به باشگاه فوتبال هارتل پول یونایتد، باشگاه فوتبال کریستال پالاس، و باشگاه فوتبال چلتنهام تاون اشاره کرد.